# Goudknopje
Goudknopje (Cotula coronopifolia, van kotule "napje" of "schoteltje") is een iets vlezige eenjarige plant uit de composietenfamilie. Deze oorspronkelijk uit Zuid-Afrika afkomstige plant bloeit in juli, augustus, september en oktober. De plant is 10 tot 50 cm hoog met opstijgende, al of niet vertakte, lichtgroene of bruinige, kale stengels. De stengeltoppen zijn niet bebladerd. Aan de niet bebladerde stengeltop draagt het een bloemhoofdje met alleen buisbloemen. De bladen zijn lijnvormig tot veerdelig. De vruchten zijn zonder vruchtpluis, wrattig en soms wat gevleugeld.

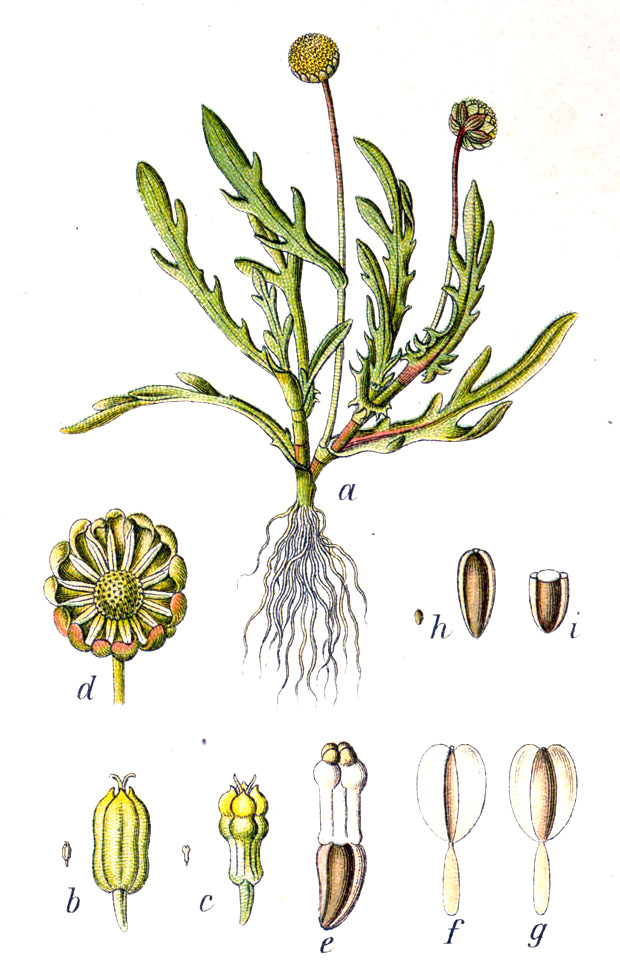
Overzicht
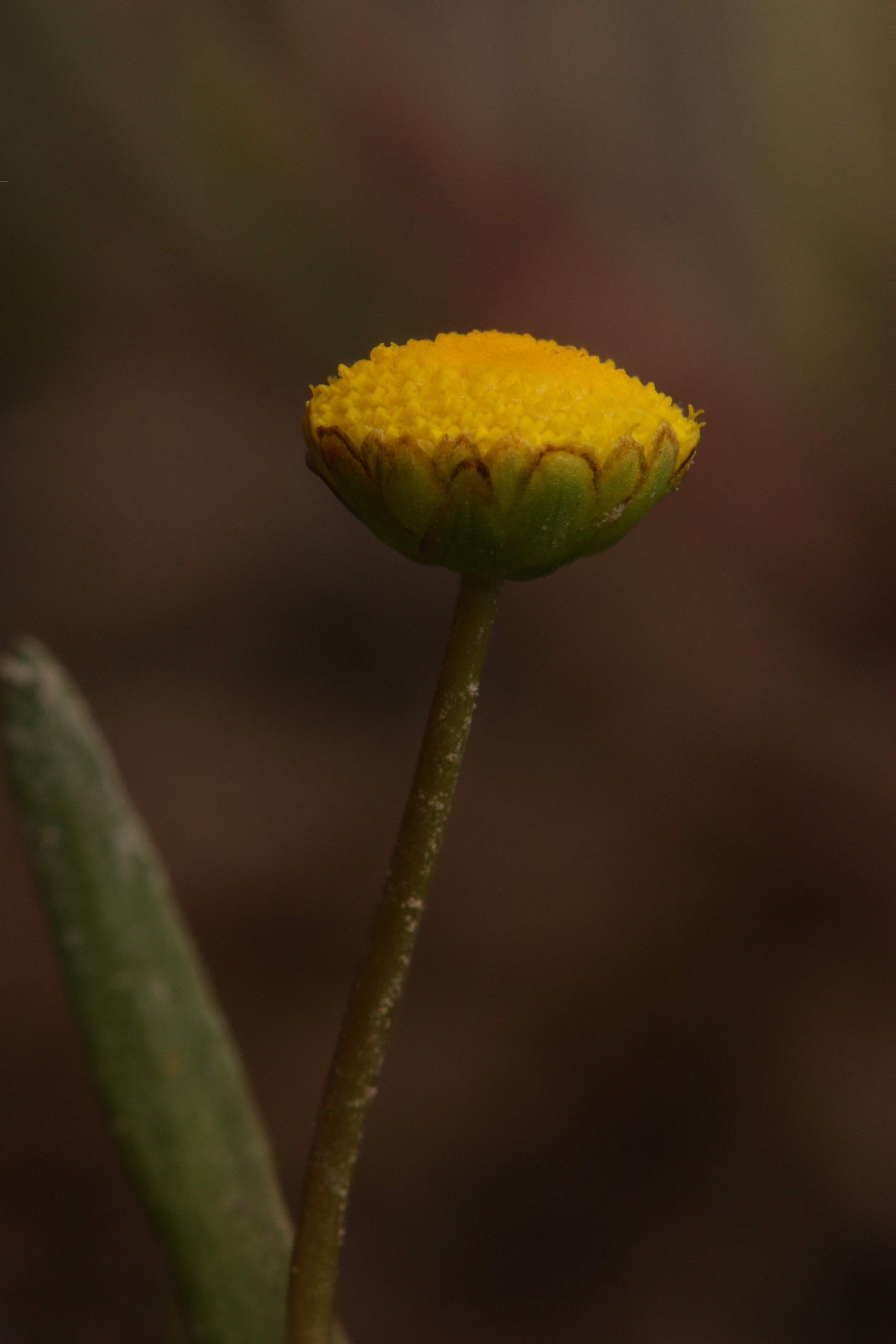
bloemhoofdje van Goudknopje
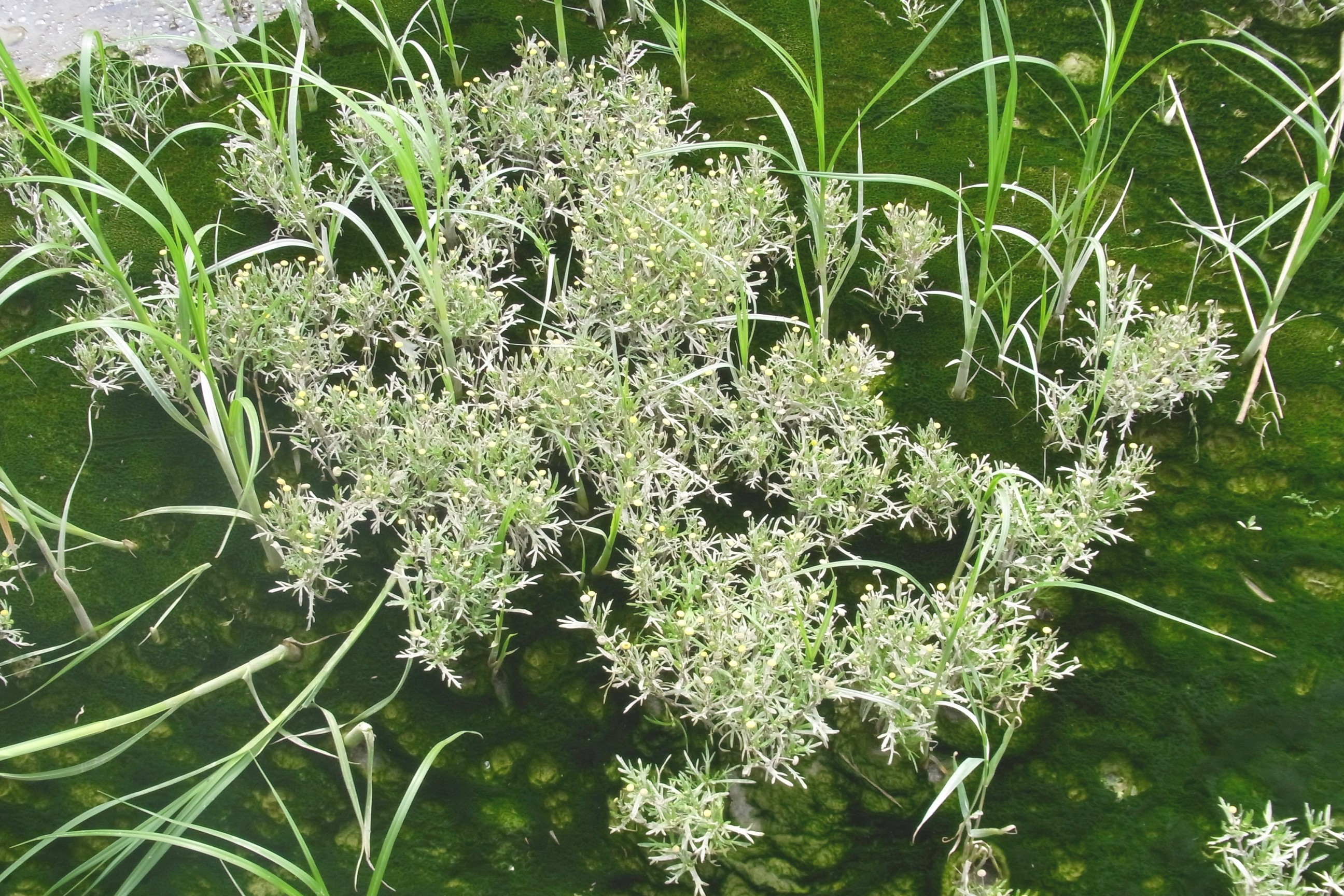
Goudknopje in de Dollard

Goudknopje komt voor op open, natte, vaak brakke tot zilte grond bij de kust.